# Къщата на духовете
 Тази статия е за романа на Исабел Алиенде.  За филма на Биле Аугуст вижте Къщата на духовете (филм).  
„Къщата на духовете“ (на испански: La casa de los espíritus) e първият и най-известен роман (1982) на чилийската писателка Исабел Алиенде. Описва живота на четири поколения от фамилията Труеба в следколониално Чили. Романът е считан за представител на стила магически реализъм, като в него присъстват също така исторически и автобиографични елементи. Преведен е на български от Венцеслав Николов.
Романът е екранизиран пред 1993 г.